# 洪朝選
洪朝選（1516年—1582年），字汝尹，一字舜臣，號芳洲，更號靜庵，福建同安柏埔（今廈門市洪厝村）人，祖籍江南西路樂平（今江西），明朝政治人物，進士出身。

## 生平
明世宗嘉靖十六年（1537年）丁酉科福建乡试第十三名举人，二十年（1541年）辛丑科会试第一百六十二名，二甲二十四名進士。授戶部主事，歷任郎中、按察司副使、參政、太僕寺少卿。嘉靖四十五年（1566年）以右副都御史巡撫山東，入為刑部侍郎。洪任刑部侍郎期間，为逢迎徐阶，逼死都御史杨顺。
遼王朱憲㸅因各種劣跡被查辦，朝選為欽差至遼府勘查，遼王立一大白纛（白旗），上寫「訟冤之纛」，被視為造反，洪朝選認為遼王愚昧，並非謀反，於是選擇避重就輕。隆庆三年京察，是年十一月，刑部左侍郎洪朝选和光禄寺少卿尹樂舜等官員被判定为不称职，依例致仕。洪朝選歸鄉，甚為憤恨，發言指責張居正奪情不孝，又批評福建巡撫勞堪。
隆慶四年，同安縣民劉夢龍和葉絃有財務纠纷，打起訴訟官司。福建巡抚何宽宣判劉氏败诉。劉家不服，而葉絃是洪朝選夫人的親侄子，劉夢龍父劉存德遂指使家族子弟搜集洪朝选的不法情事。萬曆二年，劉夢龍向福建巡按御史孫錝提交了洪朝選的罪證，但孫錝置之不理。萬曆五年，庞尚鹏接替何宽出任福建巡抚，劉家再次興訟，庞尚鹏将此事交由泉州府推官支大纶处理，支氏仍置之不理。萬曆九年，劳堪出任福建巡抚，同安知縣金枝将朝选的罪证递交劳堪，並由刑部審理。万历九年十二月，勞堪依據刑部公文，將洪朝選逮捕下獄。次年正月二十四日，洪朝选在獄中自缢身亡。洪朝選之子洪兢赴京師為父翻案，勞堪賄賂馮保，馮保罰洪兢「賜杖」。南直隶太平府知府林烴曾是洪朝選的業師，他協助洪兢，為了替洪朝选翻案，他編織當年洪朝選因捲入张居正與遼王朱宪㸅的私人恩怨，最後遭到毒手的虛構情節。洪競將這份材料交給给事中孫瑋。萬曆十年，張居正病逝，同年十二月十九日，给事中孙玮弹劾劳堪“故勘”洪朝选，使其致死。雲南道侍御史羊可立趁機奏言：“已故大學士張居正隱佔廢遼府第、田土，乞嚴行查勘。”已废辽王次妃王氏也奏称辽王府“金宝万计，悉入居正府”。明神宗命司礼監张诚及侍郎丘橓偕锦衣指挥前去籍沒張居正家。萬曆十五年五月，经三法司会审，劳堪以“故禁、故勘”之科条，發配浙江观海卫终身充军。
康熙十二年（1673年），张居正的曾孙张同奎进京上呈《上六部禀帖》，请求更正《明史·张居正传》的不實记载，此舉得到朝廷同意。但是《明史》卷一一七《辽王传》、卷二四一《孙玮传》中仍保留此說。《明史》孙玮本傳記載張居正與勞堪以通夷罪誣之，將之收獄，在獄中將其餓死，張居正深恨朝選，其雖死，亦不允其親人收屍，直到屍腐惡臭。，萬斯同本人深受明末東林黨薰陶，對“洪朝選案”抱持一定的同情。

## 家族
曾祖洪源浩；祖父洪蕤賓，曾任義官；父洪溱。母葉氏。重庆下。弟朝夔、朝冕、朝聲

## 墓葬
洪朝選墓在翔风里十都东园，1965年被毁。骸骨及部分墓构件由族人保存。1992年，于刺柏山重建，现为县文物保护单位。